# Воронежский областной художественный музей имени И. Н. Крамского
Воронежский областной художественный музей им. И. Н. Крамского — один из крупнейших культурных центров Воронежа и всего Черноземья. Музей располагается во дворце, построенном в 1777—1779 годах в стиле барокко по проекту губернского архитектора Н. Н. Иевского для воронежского губернатора генерал-поручика И. А. Потапова. Здание является памятником архитектуры федерального значения.
В музейном фонде более 22 тысяч единиц хранения. В музее представлено уникальное собрание произведений Древнего Египта, античности, русской и западноевропейской живописи XVIII—XX вв., икон, графики, декоративно-прикладного искусства, скульптуры, картин известных земляков — И. Н. Крамского, А. А. Бучкури, Е. А. Киселевой, произведений современных воронежских художников. Экспозиционные площади основного здания —— 832,4 кв. м. Экспозиционная площадь выставочного зала —— 724,7 кв. м..

## Экспозиция

### Древний Египет
Центральным экспонатом является саркофаг царского писца Несипахерентахата (X век до н. э.).
Стела Рамоса, статуэтки-ушебти, амулеты, миниатюрные статуэтки богов — комплект экспонатов из Дейр-эль-Медины.

### Античность
Античную коллекцию музея составляет около 500 памятников искусства Древней Греции, Древнего Рима, Северного Причерноморья VIII до н. э. — II веков н. э., амфоры, арибаллы, вазы, имеется подлинный древнегреческий мраморный женский торс (V в до н. э.), коллекция древнеримской мелкой пластики и мраморной скульптуры (в том числе голова Антиноя).

### Русское искусство XVI—XX веков

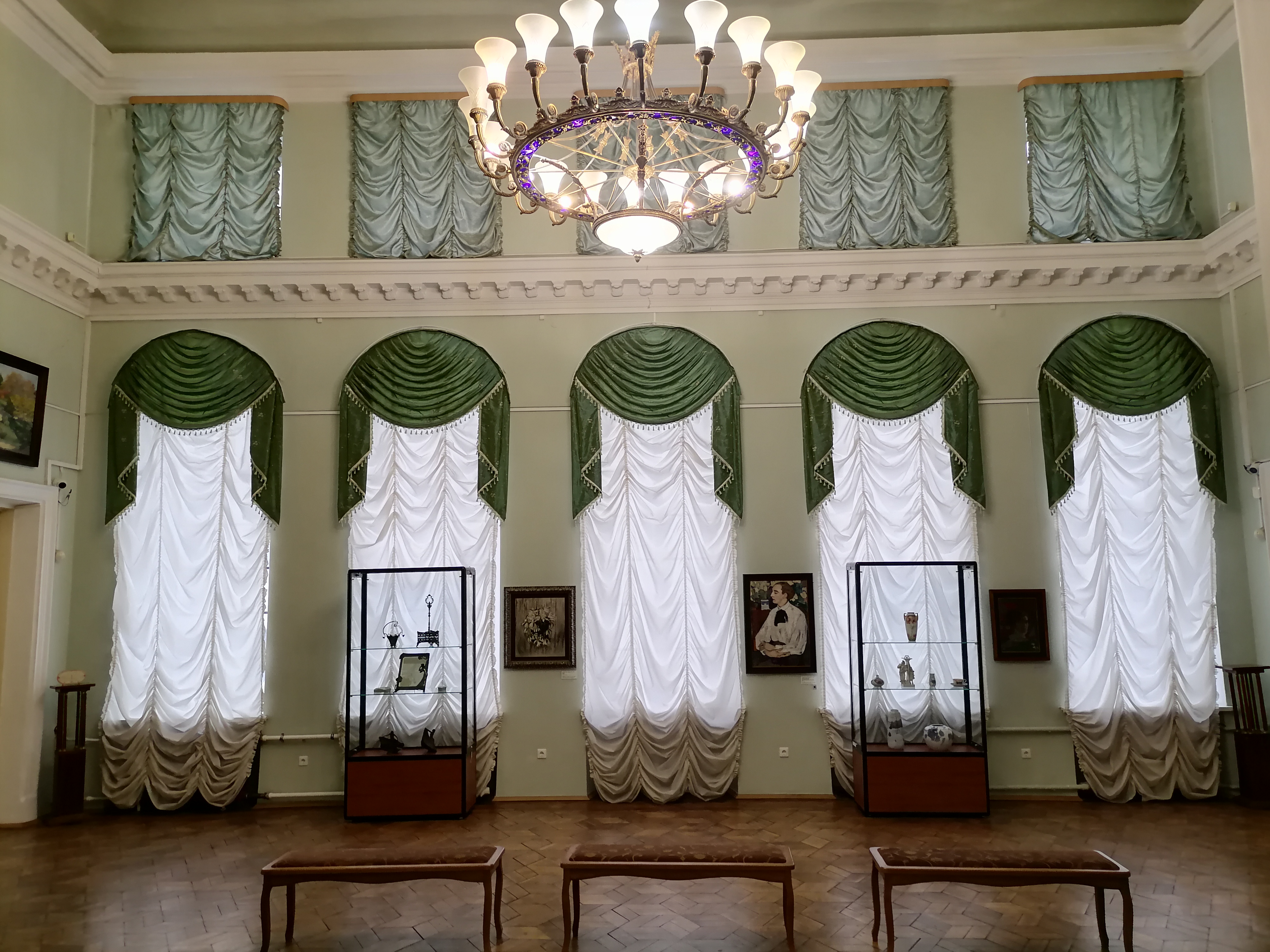
Зал музея

Икона «Архангел Гавриил» деисусного чина.
Портрет Павла I работы А. П. Антропова 1765 г.
Портрет Е. С. Чертковой работы неизвестного художника конца XVIII век (одно из первых свидетельств художественной творчества в Воронеже).
«Окрестности Рима» и «Водопад в Тиволи» работы Ф. М. Матвеева (1810).
Скульптурный портрет Александра I (1802) работы Ф. И. Шубина.
Этюд портрета Александры Фёдоровна работы Карла Брюллова.
Портрет княжны Гагариной работы П. Н. Орлова (1847).
«Портрет С. Д. Нечаева» (1830) и «Портрет Н. П. Паниной» (1855) работы В. А. Тропинина,
«Вид Неаполя» работы С. Ф. Щедрина (1820).
«Сборы к венцу» работы А. Е. Карнеева (1858), «Неудавшееся ухаживание» работы В. Н. Бовина, «Морской вид» работы И. К. Айвазовского (1867), «Дарданеллы» А. П. Боголюбова (1873), зимние пейзажи А. И. Мещерского и Ю. Ю. Клевера.
Характерным примером жанровой станковой скульптуры является «Прощание» Е. А. Лансере (1878), «Как хороши, как свежи розы» В. А. Беклемишева (1890-е), уменьшенная копия «Христос перед судом народа» М. М. Антокольского (1870-е).
Двусветный парадный зал Музея занимает экспозиция русского искусства конца XIX — начала XX веков, в котором представлены «Сидящая женщина» В. Э. Борисова-Мусатова (1899), «Вечер княжей охоты» и «Утро княжей охоты» Н. К. Рериха (1901), «Провинция» Б. М. Кустодиева (1906), «Цветы» К. А. Коровина (1917), «Провинция» М. В. Добужинского (1912), «Чтение указа» А. М. Васнецова (1918), а также произведения воронежских художников А. А. Бучкури («Свадебный поезд» (1912), «Ярмарка» (1916), автопортрет (1941)), Е. А. Киселёвой («Маруся» (1913), портрет сына (1925)), П. Д. Шмарова (портрет И. А. Домогаровой (1907)).
В зале отечественного искусства XX века представлены «Уходящая провинция» К. Ф. Юона (1920-е), «Шторм идёт» Г. Г. Нисского (1959).

### Зарубежное искусство
Копия алтаря «Поклонение волхвов» работы Джентиле да Фабриано (1423), «Мадонна с уснувшим младенцем» Андреа дель Пиччинелли (около 1515). Искусство Италии XVII—XVIII веков представлено творениями «Крестьянская трапеза» Дж. Ф. Чиппера, картинами «Отшельники у реки» и «Отшельники под деревом» А. Маньяско. Также выставлены «Завтрак» Питера Класа (1648), «Автопортрет» Самюэля ван Хокстратена (конец 1640-х), пейзаж Якоба ван Рейсдала (вторая половина XVII века), «Портрет старика» Франца Ленбаха (XIX век), «Защита знамени» Аристида Круази, «Баталия» Жака Куртуа (Бургиньона) (XVII век). В экспозиции представлено единственное в России произведение Михаэля Остендорфера «Христос» (XVI век).

## Галерея

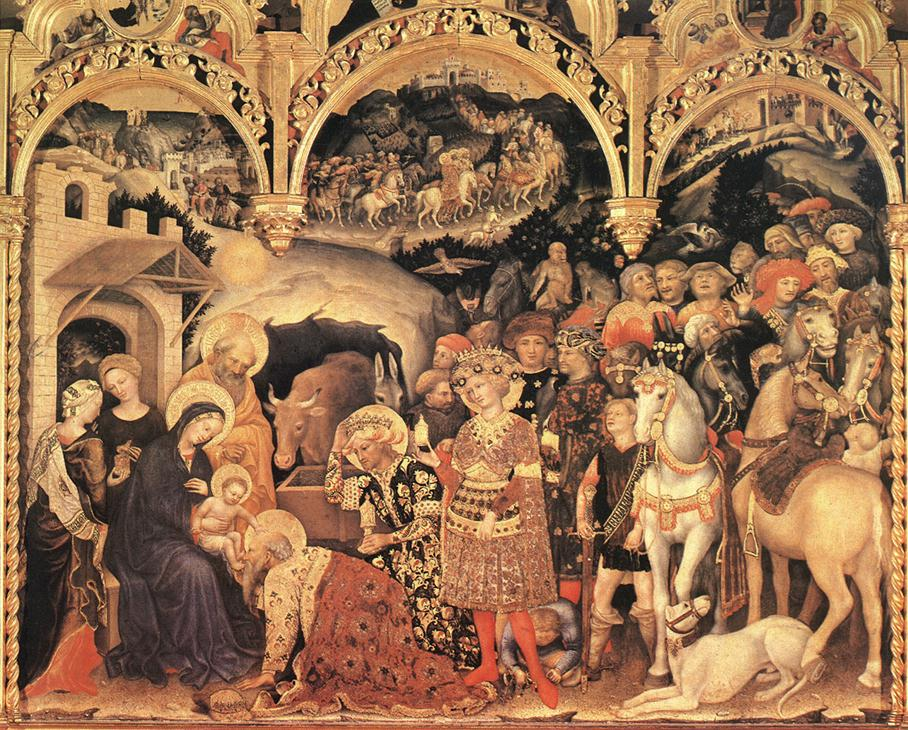
«Поклонение волхвов» работы Джентиле да Фабриано
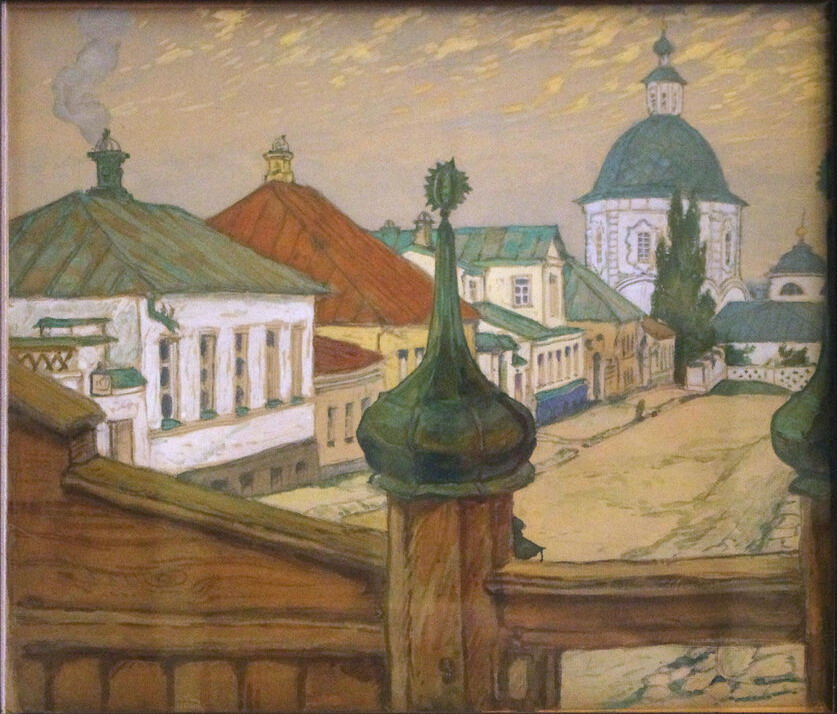
«Провинция» работы Мстислава Добужинского
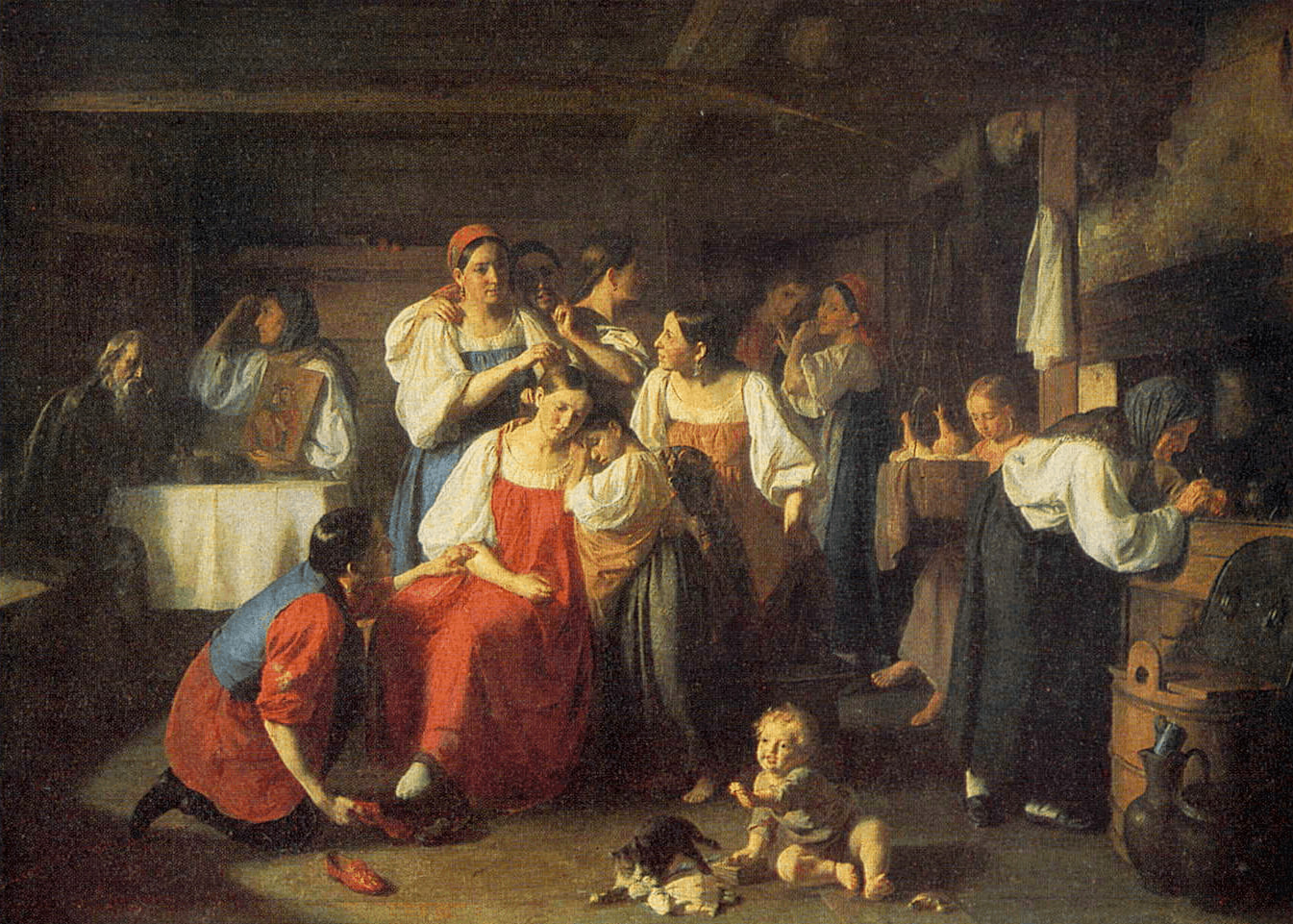
Карнеев «Сборы к венцу». 1858.

## История музея
Воронежский музей изобразительных искусств был основан в 1933 году. Основу музейного собрания составили коллекция художественного отдела Воронежского областного краеведческого музея и собрание Музея древностей и изящных искусств Воронежского университета, открытого в 1918 году на базе эвакуированного в Воронеж Императорского Юрьевского университета. Директором нового музея стал Михаил Павлович Крошицкий. Большую работу по становлению музея выполнили первый ректор Воронежского университета В. Э. Регель и директор университетского музея Э. Р. Фельсберг.
Коллекция древнеегипетского искусства, хранящаяся в музее, — старейшая в России. Она была собрана в Египте в 1815 году дерптским путешественником и ориенталистом Отто Фридрихом фон Рихтером и стала объектом научного интереса многих русских востоковедов — Б. А. Тураева, Е. С. Богословского, О. Д. Берлева, С. И. Ходжаш, В. В. Солкина.
В 1920-е годы в Воронеж были переданы некоторые произведения искусства из центральных музеев, кроме того, поступления были от добровольных дарителей и из частных национализированных собраний, передавалось церковное имущество и т. д.
В годы Великой Отечественной войны часть музейного собрания была утрачена — в частности, коллекция древнерусского искусства, иконы северных школ и строгановских мастерских, произведения Н. Гончаровой, В. Кандинского, П. Кончаловского, А. В. Куприна, М. Ларионова, К. Малевича, И. Машкова, А. Родченко, О. Розановой, Н. Синезубова и собрание живописи 1920—1930-х годов. Однако большинство экспонатов удалось спасти благодаря эвакуации в Омск. В послевоенный период утраченные коллекции были восстановлены, участие в восстановлении принимал художник Леонид Афанасьев.
В 2015 году под научным руководством известного российского египтолога В. В. Солкина в музее была создана новая экспозиция искусства Древнего Египта, приуроченная к 200-летнему юбилею собрания древностей Отто Фридриха фон Рихтера, которое хранится в музее.

## .Ссылки
- mkram.ru — официальный сайт Воронежский областной художественный музей имени И. Н. Крамского
- В Воронеже стартует фестиваль «Египет великих фараонов» // REGNUM. — 2015. — 30 сентября.